# Red Faction: Guerrilla
Pour les articles homonymes, voir Red Faction (série).
Red Faction: Guerrilla est un jeu vidéo de tir à la troisième personne développé par Volition, Inc. et édité par THQ en 2009 sur Windows, Xbox 360, PlayStation 3. On y incarne Alec Mason, un mineur qui décide de se retourner contre son employeur, l'Earth Defense Force, abrégé EDF dans le jeu.

## Scénario
L'histoire du jeu se déroule sur Mars environ 50 années après Red Faction.
Alec Mason, le héros, affronte les troupes de l'EDF qui ont pris le relais d'Ultor en instaurant une dictature qui terrorise la population.
Il existe également un autre peuple sur cette planète, les Marauders. Ils sont les descendants des scientifiques employés par Ultor Corporation ayant survécu a la première Révolution de la Red Faction . Ils vivent en paria du reste du monde et sont très hostiles envers les étrangers. Tout ce qu'ils possèdent provient de la ferraille recyclée des Badlands et leur technologie semble extrêmement avancée sur certains points.
L'objectif de Mason sera de libérer la population de Mars avec la coopération des troupes de la Red Faction en se débarrassant des troupes de l'EDF et de leurs leaders. Pour cela, Mason devra remplir différentes missions pour le compte de la Red Faction, qui l'amèneront à entrer en possession d'un objet qui étaient aux mains des Marauders : la Nano-Forge. Module adaptable sur un fusil, celui-ci tire alors des balles constituées de nanites, des nano-machines qui "dévorent" tout ce qu'elles touchent.

## Personnages
–RED FACTION
• Alec Mason : Alec Mason a toujours vécu une existence de nomade, parcourant la Terre à la recherche de travail. Mars n'est que la destination la plus récente de sa longue série de voyages mais c'est son frère Dan qui l'a convaincu de venir sur la planète rouge Alec ne cherchait rien de plus que de gagner sa vie correctement et de trouver un foyer. Bien moins idéaliste que son frère ainé, Alec rejoindra la Red Faction car il se trouvait au mauvais endroit au mauvais moment.

## Système de jeu
- Le gameplay a beaucoup changé étant donné que le jeu se joue dorénavant à la 3e personne, à la différence des précédents Red Faction. On note des similarités avec le gameplay de la série Saints Row, du même développeur.

- En revanche, les éléments destructibles sont toujours aussi nombreux. Le jeu est tourné essentiellement vers la destruction et les explosions.

- De nombreux véhicules sont également à disposition du joueur, cela va de la simple voiture blindée au tank en passant par la grosse jeep rutilante.

- Le jeu se veut très futuriste et l'environnement est assez avant gardiste, bien qu'il y ait aussi de grands espaces naturels comme des montagnes rocheuses ou des plaines arides.

- Le jeu n'est plus linéaire, le joueur se déplace maintenant  sur une carte et choisi les missions qu'il veut effectuer. Par exemple, le joueur peut choisir d'effectuer une mission principale ou une mission annexe qui sont des sortes de mini-jeux. Ces missions annexes sont diverses et variées, le joueur devra par exemple détruire un bâtiment le plus rapidement possible ou encore défendre une base contre un assaut de l'EDF.

- Le panel d'arme est assez large, il y a la fameuse masse pour tout détruire, mais aussi les habituels mitraillettes, pistolets ou lance-roquettes. Il y a également des armes plus originales comme le désintégrateur de matière ou le broyeur.

- La carte du jeu est divisée en six secteurs distincts. Le but étant de libérer ces secteurs un par un. Au début du jeu, l'ennemi (EDF) contrôle toutes ces parties de la carte; une jauge est matérialisée pour montrer le contrôle restant sur celle-ci. Une autre jauge indique le moral de la population locale.

## Développement
C'est en février 2008 que le troisième volet de la série Red Faction est disponible sur plusieurs plate-formes. Peu de détails ont été communiqués au moment de l'annonce du jeu. 
Le 15 juillet 2008, Rick White, un producteur de Volition, a présenté une démo à l'E3 en Californie. Le titre a été confirmé lors de la Game Developers Conference 2008 et, à la mi-2008, une bêta multijoueur privée a été lancée sur Xbox Live. Parmi les détails révélés lors de la GDC '08 figurait un nouveau système Geo-Mod entièrement amélioré, appelé "Geo-Mod 2.0". Il a également été confirmé que le jeu se déroulerait dans un environnement en monde ouvert.
Une démo en direct du jeu a été présentée à l'E3 2008, avec une narration de Rick White, producteur de Volition. De nombreuses caractéristiques du jeu ont été présentées pendant la démo. Lors de la Penny Arcade Expo 2008, une démo multijoueur a été présentée. La démo présentait les modes de jeu "Team Anarchy" et "Damage Control", ainsi que certains sacs à dos que le joueur peut équiper pour certains pouvoirs. À la mi-2008, Volition a ouvert une bêta multijoueur privée à Microsoft pour voir ce qui devait être corrigé ou ajouté. 
le 30 juillet 2008, des codes pour les amis et la famille ont été envoyés aux participants afin qu'ils participent à l'enquête. Volition a confirmé qu'IGN avait distribué jusqu'à 25 000 codes pour étendre la bêta via une adhésion publique payante. Les clés publiques pour la version Xbox 360 ont été diffusées par Fileplanet. La bêta sur Xbox Live s'est terminée le 29 août à 3 heures du matin (heure de Paris).
En février 2008, des captures d'écran ont été divulguées sur Internet, ce qui a amené les membres de divers forums de jeu à considérer l'une des armes présentées comme un "marteau d'autruche" en raison de sa forme. 
Plus d'un an plus tard, le jour du poisson d'avril 2009, Volition a publié une vidéo commentant les messages des forums et laissant entendre, en plaisantant, que le marteau d'autruche serait une arme du jeu. Cependant, en raison de la réaction positive à cette vidéo, Volition a annoncé qu'une arme de ce type serait présente dans le jeu.
Le 23 avril, une démo solo est sortie sur le Xbox Live Marketplace et le PlayStation Network. Une démo multijoueur est sortie le 21 mai sur les deux plateformes. La démo multijoueur a été retirée du PlayStation Network peu après sa mise à disposition en raison de problèmes de connexion. La démo multijoueur n'a jamais été rééditée et, au moment de son retrait, il n'y a eu aucune communication officielle de Sony ou de THQ pour informer les consommateurs de son retrait, seulement des commentaires sur le non-fonctionnement de la démo.
Le 10 septembre 2008, une édition collector de Red Faction : Guerrilla Collector's Edition a été annoncée. L'édition collector aurait inclus un Walker de 510 mm de haut et 180 mm de large, peint à la main avec des rampes en étain, un livre d'art du jeu et un DVD (version Xbox 360)/disque Blu-ray (version PS3).  Finalement, l'édition collector n'est jamais sortie, mais divers éléments qui devaient être inclus dans l'édition collector ont été mis à disposition comme bonus de précommande dans certains magasins.
Un manuel Red Faction : Guerrilla a été publié par THQ en même temps que la sortie du jeu aux États-Unis. Une bande dessinée réalisée par DC Comics contenue dans le livre présentait un prologue à Red Faction : Guerrilla, détaillant notamment comment Dan Mason est devenu un membre de Red Faction. La bande dessinée suit également une mission impliquant Dan, Samanya et plusieurs autres membres de Red Faction qui se battent contre l'EDF et rencontrent un petit garçon orphelin qui rejoint Red Faction pour ensuite les trahir.
Après la faillite de THQ, le jeu a été racheté par Nordic Games. 
Le 3 novembre 2014, Nordic Games a annoncé une bêta pour supprimer Games For Windows Live et intégrer le jeu dans Steamworks.
Games for Windows Live a été supprimé et l'intégration dans Steamworks a été finalisée et publiée sur Steam le 2 décembre 2014, sous le nom de Red Faction : Guerrilla Steam Edition.

## Musique
La musique du jeu a été composée principalement par Timothy Michael Wynn et son orchestre Skywalker Symphony Orchestra, compositeur de musique pour les films, shows télévisés et jeux vidéo.Il a notamment composé pour d'autres jeux comme Command and Conquer : Alerte rouge 3 mais aussi pour le film Docteur Dolittle 3.